# 10 de fevereiro
10 de fevereiro é o 41.º dia do ano no calendário gregoriano. Faltam 324 dias para acabar o ano (325 em anos bissextos).

## Eventos históricos

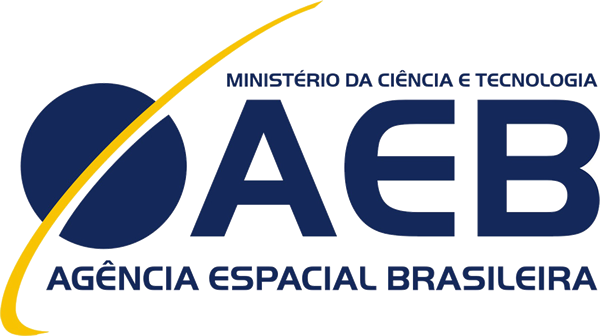
1994: Criação da Agência Espacial Brasileira.

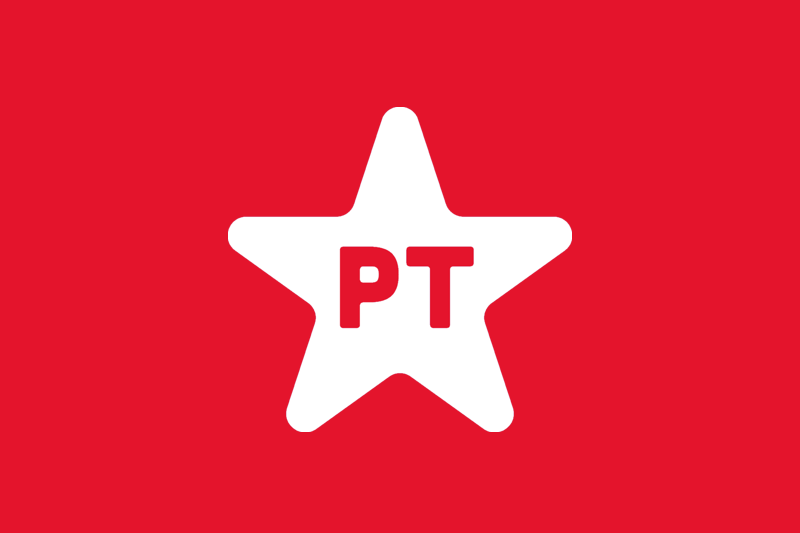
1980: Criação do Partido dos Trabalhadores.

- 1258 — Bagdá é conquistada pelos mongóis, e o Califado Abássida é destruído, trazendo um fim para a idade de ouro islâmica.
- 1306 — Em frente ao altar-mor da igreja Greyfriars em Dumfries, Roberto de Bruce mata John Comyn, desencadeando uma revolução nas Guerras de independência da Escócia.
- 1355 — A revolta do Dia de Santa Escolástica irrompe em Oxford, Inglaterra, deixando 63 estudiosos e talvez 30 moradores mortos em dois dias.
- 1502 — Vasco da Gama com 15 navios e 800 homens parte de Lisboa, Portugal, na sua segunda viagem à Índia.[1]
- 1567 — O segundo marido da rainha Maria da Escócia, Henrique Stuart (Lorde Darnley) é encontrado estrangulado após um atentado à bomba. Maria é suspeita de assassinato.
- 1712 — Indígenas huilliches em Chiloé se rebelam contra os encomenderos espanhóis.
- 1756 — Guerra Guaranítica: A Batalha de Caiboaté tratou-se mais de um massacre que de uma batalha propriamente dita, tendo sido mortos cerca de 1 500 indígenas guaranis.
- 1763 — Guerra Franco-Indígena: o Tratado de Paris põe fim à guerra e a França cede Quebec à Grã-Bretanha.
- 1814 — Guerras Napoleônicas: A Batalha de Champaubert termina com a vitória francesa sobre os russos e os prussianos.
- 1821 — Diversos oficiais legalistas do Reino Unido de Portugal, Brasil e Algarves foram presos por revoltosos nas províncias da Bahia e Grão-Pará, que estavam em meio a uma Revolta Liberal.
- 1840 — A Rainha Vitória do Reino Unido casa-se com o Príncipe Alberto de Saxe-Coburgo-Gotha.
- 1842 — É restabelecida a Carta Constitucional portuguesa, até à implantação da República.
- 1846 — Primeira Guerra Anglo-Sikh: Batalha de Sobraon: os britânicos derrotam os sikhs na batalha final da guerra.
- 1906 — HMS Dreadnought, o primeiro de uma nova geração de navios de guerra é batizado e lançado ao mar pelo rei Eduardo VII do Reino Unido.
- 1930 — O Việt Nam Quốc Dân Đảng lança o fracassado motim Yên Bái na esperança de derrubar o protetorado francês sobre o Vietnã.
- 1933 — Criado o Departamento Nacional do Café no Brasil, que substituiu o Conselho Nacional do Café (CNC) órgão considerado excessivamente comprometido com os interesses locais dos estados produtores (São Paulo, Minas Gerais, Paraná, Espírito Santo e Rio de Janeiro).
- 1936 — Segunda Guerra Ítalo-Abissínia: tropas italianas lançam a Batalha de Amba Aradam contra os defensores etíopes.
- 1939 — Guerra Civil Espanhola: os Nacionalistas concluem a conquista da Catalunha e fecham a fronteira com a França.
- 1940 — União Soviética inicia as deportações em massa para a Sibéria de cidadãos da Polônia oriental ocupada.
- 1942 — Segunda Guerra Mundial: o Exército imperial japonês captura Banjarmasin, capital de Bornéu nas Índias Orientais Neerlandesas.
- 1943 — Segunda Guerra Mundial: Tentando levantar completamente o cerco de Leningrado, o Exército Vermelho soviético engaja tropas alemãs e voluntários espanhóis na Batalha de Krasny Bor.
- 1947 — Tratados de Paz de Paris são assinados pela Itália, Romênia, Hungria, Bulgária, Finlândia e Aliados da Segunda Guerra Mundial.
- 1956 — Ocorre a Revolta de Jacareacanga uma rebelião de militares da Força Aérea Brasileira.
- 1962 — Gary Powers, o aviador norte-americano capturado do avião espião U-2, é trocado pelo espião soviético Rudolf Abel.
- 1965 — Fechamento da companhia aérea Panair do Brasil sob a alegação de que estava devedora da União e de fornecedores.
- 1967 — Fundação da Universidade de Caxias do Sul.
- 1972 — Ras al-Khaimah junta-se aos Emirados Árabes Unidos, agora constituindo sete emirados.
- 1980 — O Partido dos Trabalhadores (PT) é criado em São Paulo.
- 1984 — Soldados quenianos matam cerca de 5 000 quenianos de etnia somali no massacre de Wagalla.
- 1990 — É fundada a Rádio Educadora de Frei Paulo, no estado de Sergipe, na época, operava em 1440 KHz, marcando o início de uma nova era na comunicação regional.[2]
- 1994 — Criação da Agência Espacial Brasileira, é a responsável pelo programa espacial do Brasil.
- 1996 — Deep Blue, o supercomputador da IBM, derrota Garry Kasparov no xadrez pela primeira vez.
- 2003 — França e Bélgica quebram o procedimento da OTAN de aprovação silenciosa sobre o calendário de medidas de proteção para a Turquia em caso de uma possível guerra com o Iraque.[3]
- 2004 — Quarenta e três pessoas morrem e três ficam feridas quando um Fokker 50 cai perto do Aeroporto Internacional de Sharjah.[4]
- 2009 — Os satélites de comunicações Iridium 33 e Kosmos-2251 colidem em órbita, destruindo ambos.
- 2016 — A Coreia do Sul decide interromper a operação do complexo industrial conjunto Kaesong com a Coreia do Norte em resposta ao lançamento do míssil de longo alcance Kwangmyŏngsŏng-4
- 2021 — O tradicional Carnaval do Rio de Janeiro, Brasil, é cancelado pela primeira vez por causa da Pandemia de COVID-19.

## Nascimentos

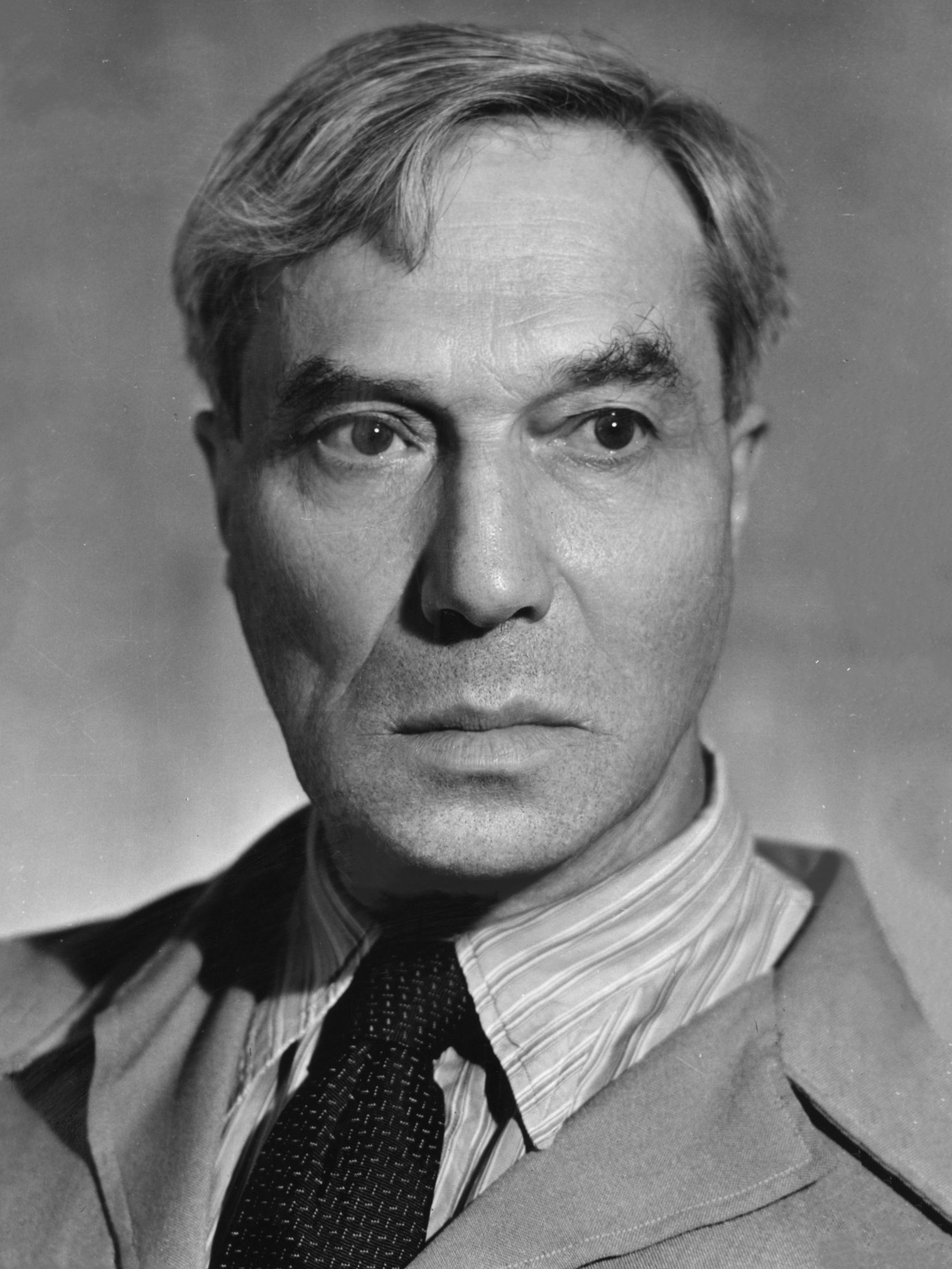
Boris Pasternak

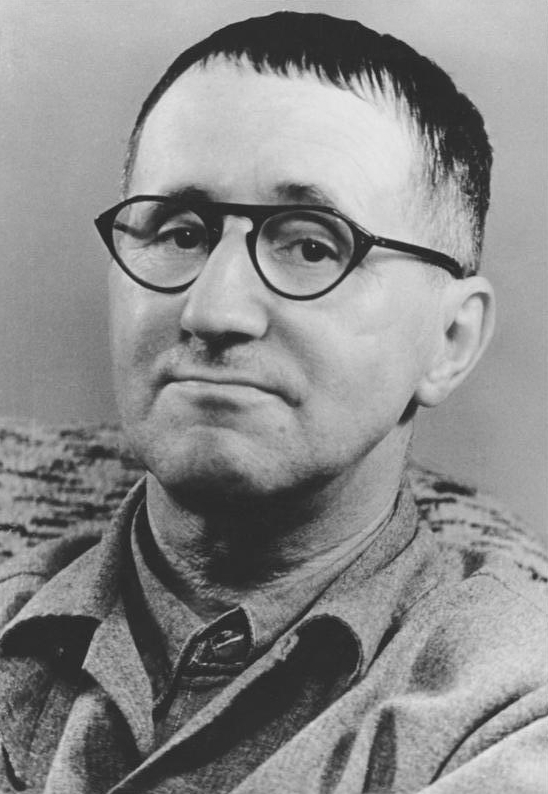
Bertolt Brecht

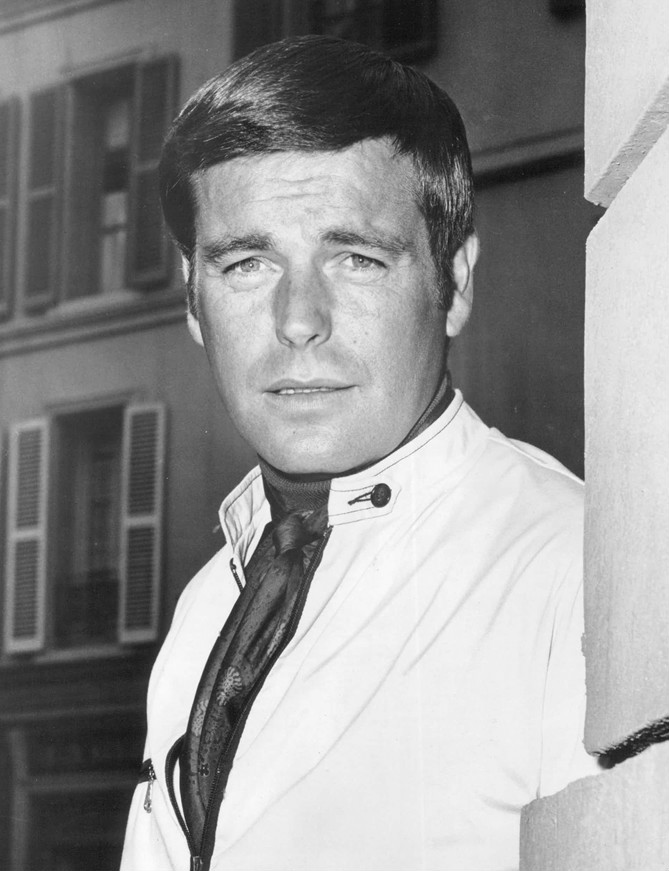
Robert Wagner

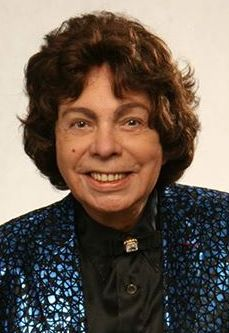
Cauby Peixoto

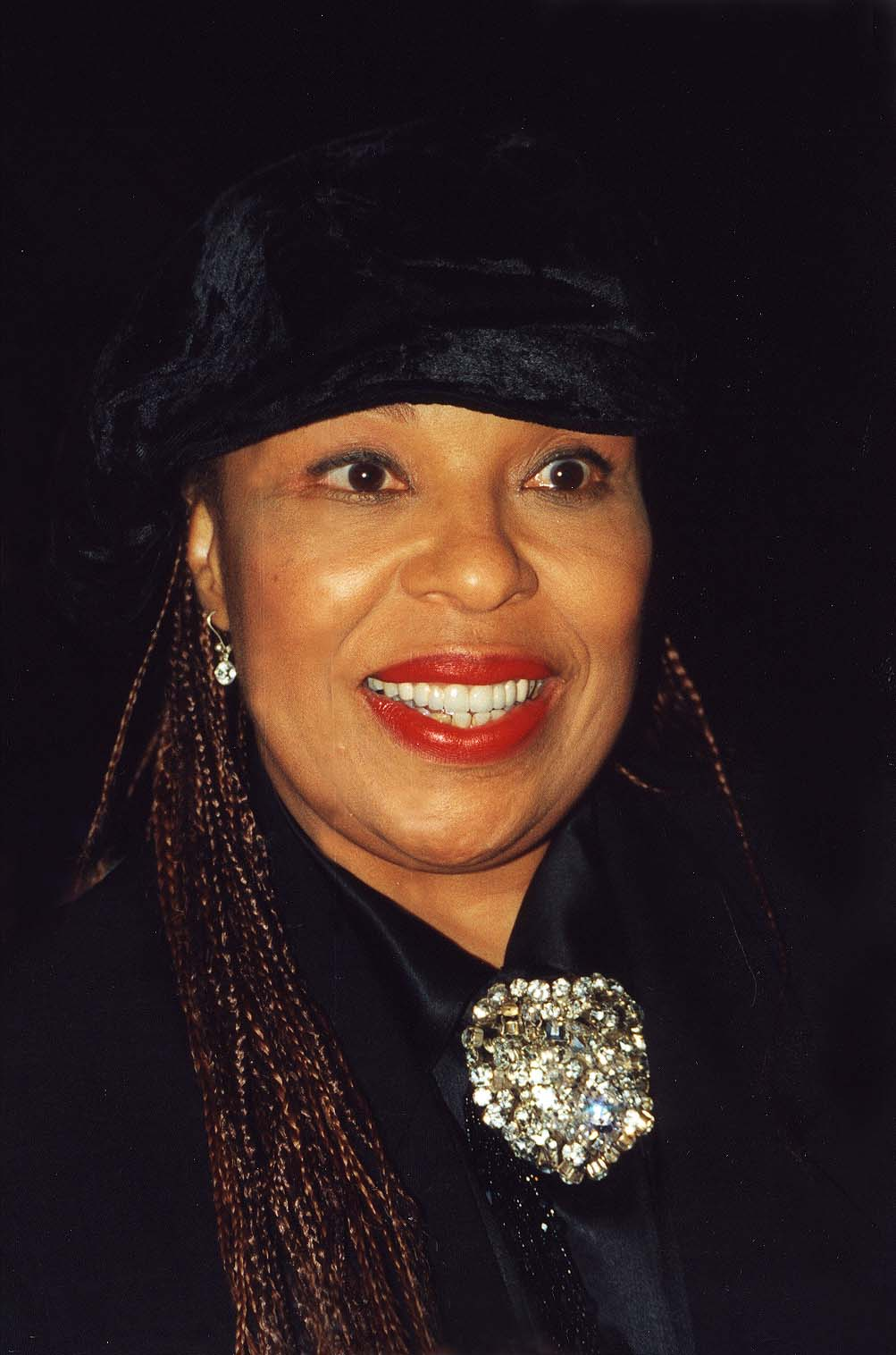
Roberta Flack

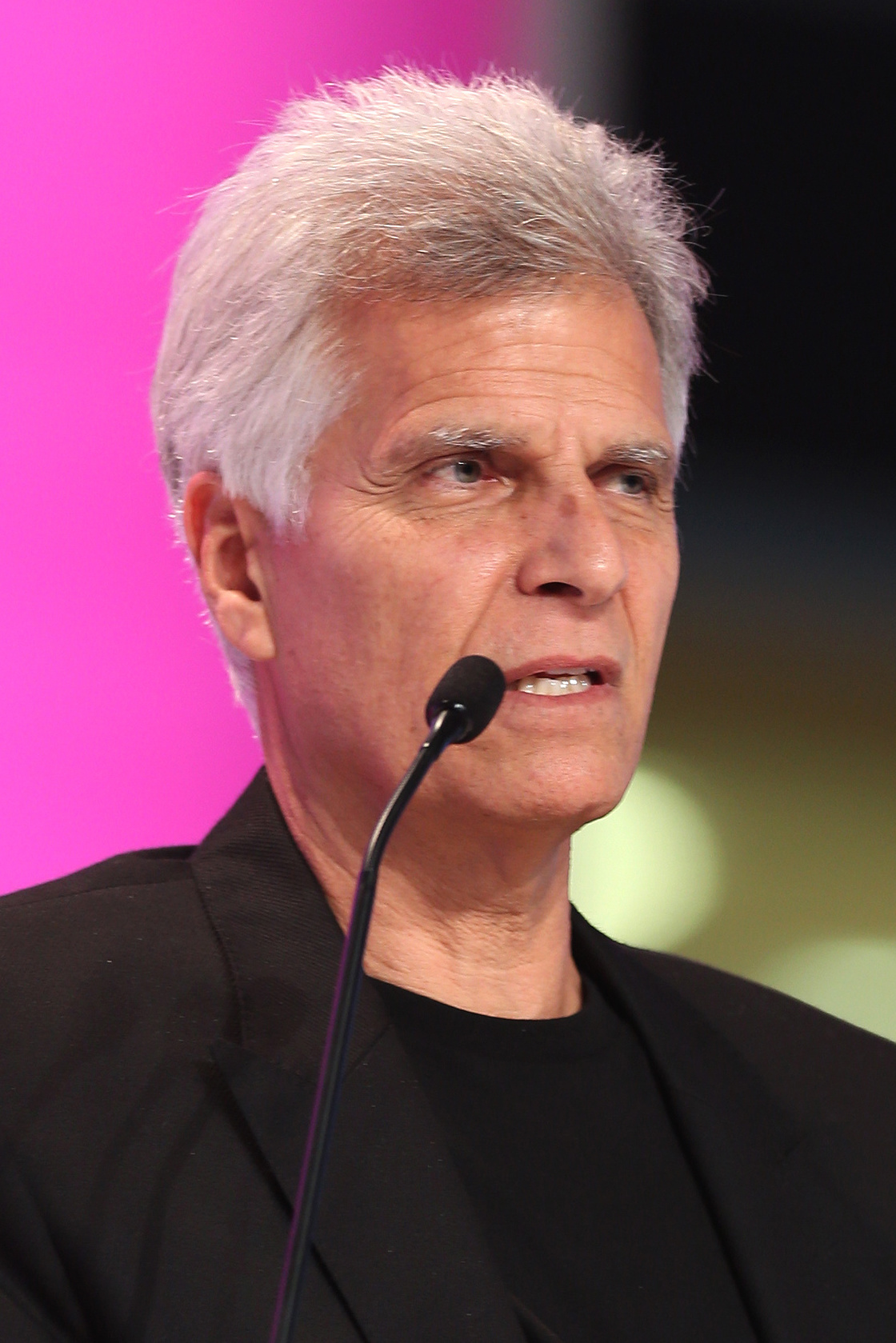
Mark Spitz

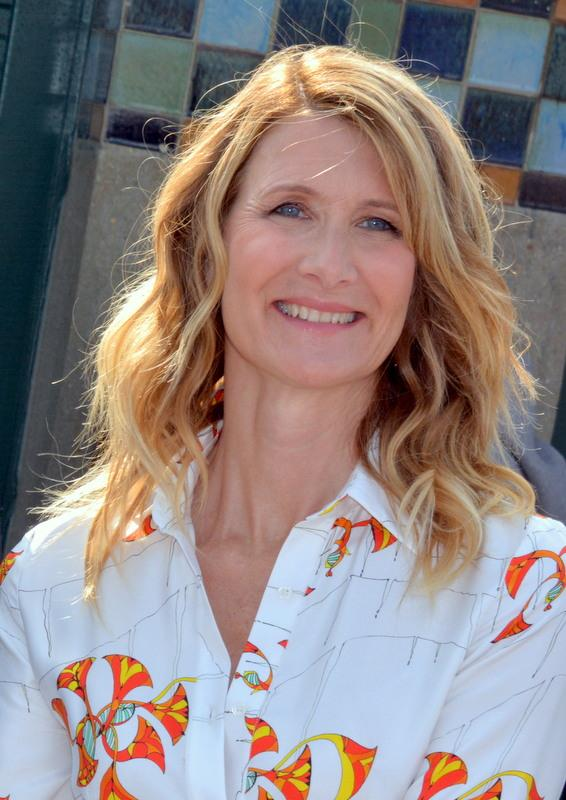
Laura Dern

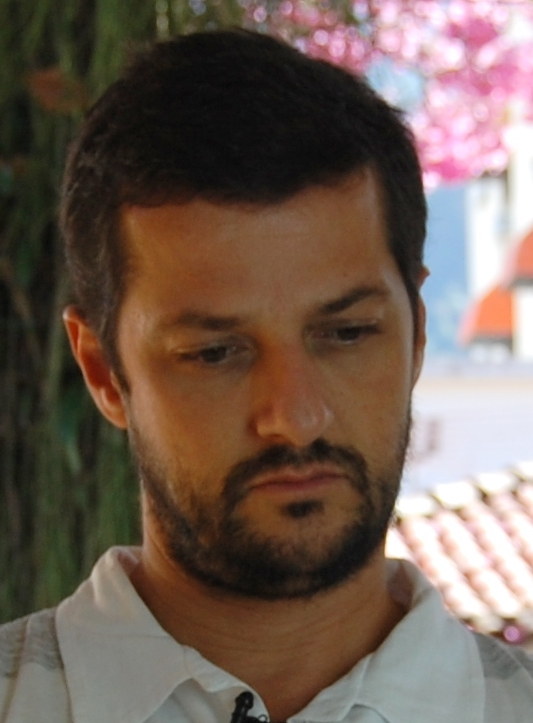
Marcelo Serrado

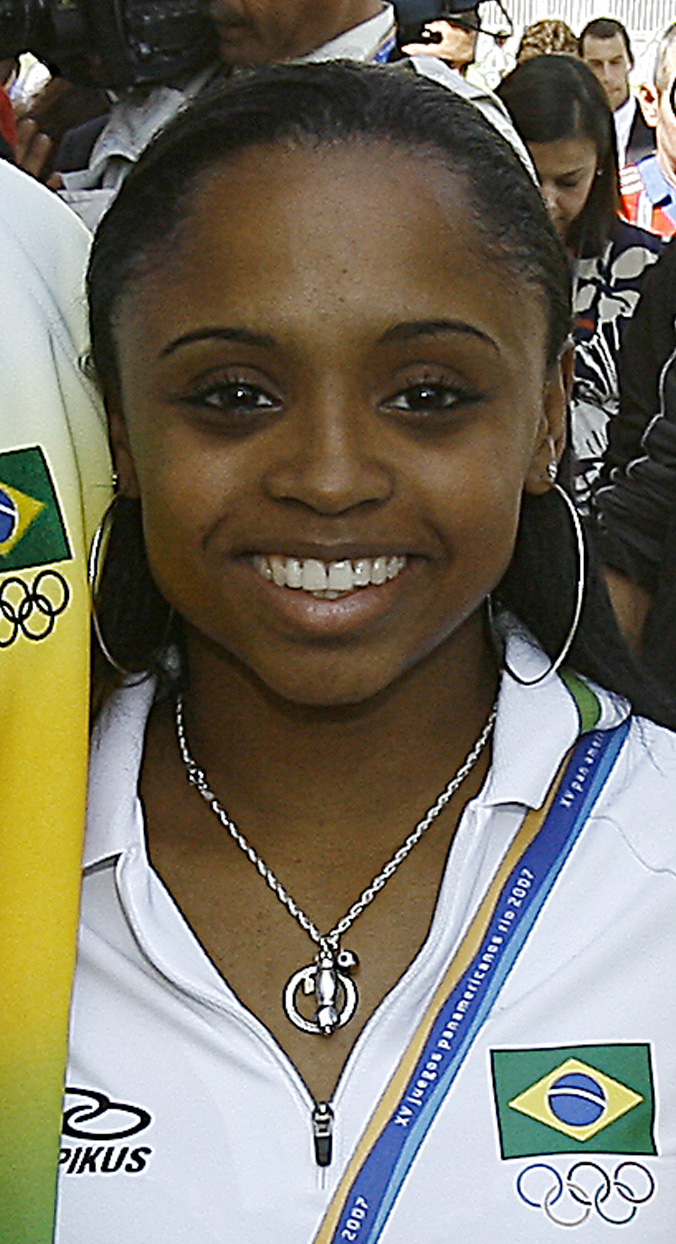
Daiane dos Santos

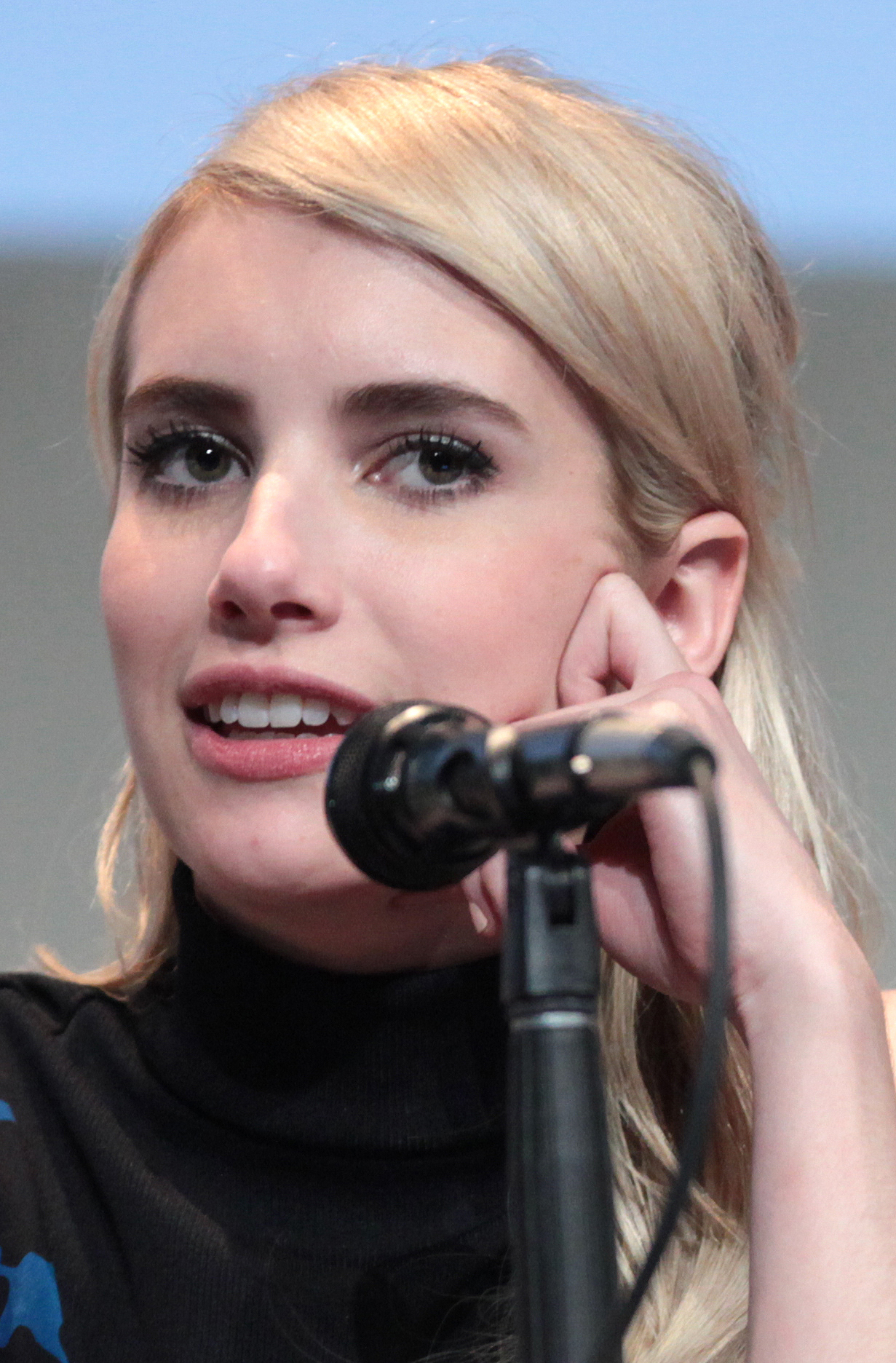
Emma Roberts

### Anteriores ao século XIX
- 341 a.C. — Epicuro, filósofo grego (m. 270 a.C.).
- 1486 — Jorge do Palatinado, bispo alemão (m. 1529).
- 1514 — Domenico Bollani, bispo de Milão (m. 1579).
- 1606 — Cristina da França, duquesa de Savoia (m. 1663).
- 1637 — Henriqueta Catarina de Orange-Nassau (m. 1708).
- 1755 — Nicolas-Antoine Taunay, pintor francês (m. 1830).
- 1766 — Benjamin Smith Barton, botânico e médico americano (m. 1815).
- 1775 — Charles Lamb, poeta e ensaísta britânico (m. 1834).
- 1785 — Claude Louis Marie Henri Navier, físico e engenheiro francês (m. 1836).
- 1791 — Francesco Hayez, pintor italiano (m. 1882).
- 1795 — Ary Scheffer, pintor e acadêmico neerlandês-francês (m. 1858).
- 1796 — Henry De la Beche, geólogo britânico (m. 1855).

### Século XIX
- 1805
  - Ciríaco Elias Chavara, religioso carmelita indiano (m. 1871).
  - Adolphe Delattre, ornitólogo e pintor francês (m. 1854).
- 1826 — Mariana da Fonseca, primeira-dama brasileira (m. 1905).
- 1827 — Edward Atkinson, economista estadunidense (m. 1905).
- 1835 — Victor Hensen, biólogo alemão (m. 1924).
- 1840 — Per Teodor Cleve, químico e geólogo sueco (m. 1905).
- 1842 — Agnes Mary Clerke, astrônoma e escritora irlandesa (m. 1907).
- 1843 — Adelina Patti, cantora de ópera franco-italiana (m. 1919).
- 1846 — Ira Remsen, químico e acadêmico americano (m. 1927).
- 1858 — Alice Heine, princesa consorte de Mônaco (m. 1925).
- 1859 — Alexandre Millerand, advogado e político francês (m. 1943).
- 1865 — Elfego Baca, delegado, advogado e político estadunidense (m. 1945).
- 1867 — Robert Garran, advogado e funcionário público australiano (m. 1957).
- 1868
  - Valdemar da Prússia (m. 1879).
  - William Allen White, jornalista e escritor estadunidense (m. 1944).
- 1883 — Edith Clarke, engenheiro elétrico americano (m. 1959).
- 1890
  - Fanni Kaplan, ativista ucraniano-russa (m. 1918).
  - Boris Pasternak, poeta, romancista e tradutor literário russo (m. 1960).
- 1893
  - Jimmy Durante, ator, cantor e pianista estadunidense (m. 1980).
  - William Tilden, tenista e treinador americano (m. 1953).
- 1894
  - Harold Macmillan, capitão e político britânico (m. 1986).
  - Mãe Menininha do Gantois, líder religiosa brasileira (m. 1986).
- 1897
  - Judith Anderson, atriz australiana (m. 1992).
  - John Franklin Enders, virologista e acadêmico estadunidense (m. 1985).
- 1898 — Bertolt Brecht, diretor, dramaturgo e poeta alemão (m. 1956).
- 1899 — Cevdet Sunay, general e político turco (m. 1982).

### Século XX

#### 1901–1950
- 1901 — Stella Adler, atriz e educadora estadunidense (m. 1992).
- 1902 — Walter Houser Brattain, físico e acadêmico sino-americano (m. 1987).
- 1903
  - Waldemar Hoven, médico alemão (m. 1948).
  - Matthias Sindelar, futebolista e treinador austríaco (m. 1939).
- 1904 — John Farrow, diretor, produtor e roteirista australiano-americano (m. 1963).
- 1905
  - Walter Brown, empresário americano (m. 1964).
  - Chick Webb, baterista e líder de banda americano (m. 1939).
- 1906 — Lon Chaney Jr., ator americano (m. 1973).
- 1910
  - Dominique Pire, frade belga (m. 1969).
  - Eugênia da Grécia e Dinamarca (m. 1989).
- 1914 — Larry Adler, tocador de gaita, compositor e ator americano (m. 2001).
- 1917 — Danny Kladis, automobilista estadunidense (m. 2009).
- 1920 — Neva Patterson, atriz americana (m. 2010).
- 1921 — Theodor Reimann, futebolista e treinador de futebol eslovaco (m. 1982).
- 1922 — Mestre Gabriel, líder religioso brasileiro (m. 1971).
- 1923 — Theo Fitzau, automobilista alemão (m. 1982).
- 1924 — Carlos Gonzaga, cantor brasileiro (m. 2023).
- 1925 — Pierre Mondy, ator e diretor francês (m. 2012).
- 1926 — Danny Blanchflower, futebolista e treinador britânico (m. 1993).
- 1927 — Leontyne Price, soprano estadunidense.
- 1929 — Jerry Goldsmith, compositor e maestro estadunidense (m. 2004).
- 1930 — Robert Wagner, ator e produtor estadunidense.
- 1931
  - James Edward Maceo West, engenheiro e inventor americano.
  - Cauby Peixoto, cantor brasileiro (m. 2016).
- 1933 — Carlos Kurt, ator e humorista brasileiro (m. 2003).
- 1935 — Miroslav Blažević, treinador de futebol croata (m. 2022).
- 1937 — Roberta Flack, cantora, compositora e pianista estadunidense (m. 2025).
- 1939
  - Adrienne Clarkson, jornalista e política sino-canadense.
  - Deolinda Rodrigues Francisco de Almeida, nacionalista angolana (m. 1967).
  - Ali Salim al-Beidh, político iemenita.
  - Peter Purves, ator e apresentador britânico.
- 1940
  - Mary Rand, atleta britânica.
  - Kenny Rankin, cantor e compositor estadunidense (m. 2009).
- 1941 — Michael Apted, cineasta, produtor, escritor e ator britânico (m. 2021).
- 1944
  - Peter Allen, cantor, compositor, pianista e ator australiano (m. 1992).
  - Frank Keating, advogado e político americano.
  - Kurt Binder, físico austríaco (m. 2022).
- 1946 — Yisha'ayahu Schwager, futebolista israelense (m. 2000).
- 1948 — Jimmy Rimmer, ex-futebolista britânico.
- 1949 — Nigel Olsson, baterista, cantor e compositor britânico.
- 1950
  - Luis Donaldo Colosio, economista e político mexicano (m. 1994).
  - Mark Spitz, ex-nadador estadunidense.

#### 1951–2000
- 1951 — Robert Iger, executivo de mídia norte-americano.
- 1952
  - Silvio Brito, cantor, compositor e apresentador brasileiro.
  - Lee Hsien Loong, general e político singapurense.
- 1953
  - Jeffrey John, sacerdote britânico.
  - Erzsébet Németh, ex-handebolista húngara.
- 1954 — Carita Holmström, pianista, cantora e compositora finlandesa.
- 1955 — Greg Norman, ex-jogador de golfe e comentarista de esportes australiano.
- 1956
  - Enele Sopoaga, político tuvaluano.
  - Roderick MacKinnon, físico norte-americano.
- 1957 — Katherine Freese, astrofísica e acadêmica norte-americana.
- 1958
  - Cláudia Magno, atriz brasileira (m. 1994).
  - Ricardo Gareca, ex-futebolista e treinador de futebol argentino.
- 1959
  - Fernando Chalana, futebolista e treinador de futebol português (m. 2022).
  - Amadou Gon Coulibaly, político marfinense (m. 2020).
- 1960
  - Miguel Bossio, ex-futebolista uruguaio.
  - Komi Sélom Klassou, político togolês.
  - Ricardo Berzoini, político brasileiro.
  - Mauro Iasi, historiador, professor, sociólogo e político brasileiro.
- 1961
  - Alexander Payne, diretor, produtor e roteirista norte-americano.
  - Eva Pfaff, ex-tenista alemã.
  - George Stephanopoulos, jornalista de televisão norte-americano.
- 1962
  - Cliff Burton, baixista de heavy metal norte-americano (m. 1986).
  - Ricardo Caruso Lombardi, treinador de futebol e ex-futebolista argentino.
- 1963 — Alan McInally, ex-futebolista britânico.
- 1964
  - Glenn Beck, jornalista, produtor e escritor norte-americano.
  - Bottelho, pintor e escultor português (m. 2014).
  - Victor Davis, nadador canadense (m. 1989).
  - Lesley McNaught, ginete suíço-britânico (m. 2023).
- 1965 — Dana Winner, cantora belga.
- 1966
  - Natalie Bennett, jornalista e política anglo-australiana.
  - Daryl Johnston, ex-jogador de futebol americano e comentarista esportivo estadunidense.
  - Ioannis Kalitzakis, ex-futebolista grego.
- 1967
  - Laura Dern, atriz, diretora e produtora norte-americana.
  - Jacky Durand, ex-ciclista e comentarista esportivo francês.
  - Vince Gilligan, diretor, produtor e roteirista norte-americano.
  - Marcelo Serrado, ator brasileiro.
- 1968 — Garrett Reisman, engenheiro e astronauta norte-americano.
- 1969 — Sandra Studer, apresentadora de televisão e cantora suíça.
- 1970
  - Noureddine Naybet, ex-futebolista e treinador de futebol marroquino.
  - Åsne Seierstad, jornalista e escritora norueguesa.
- 1971
  - Lisa Marie Varon, lutadora estadunidense.
  - Ricardo Amorim, economista brasileiro.
  - Marty Nothstein, ex-ciclista estadunidense.
- 1972 — Mr. Scruff, DJ e produtor musical britânico.
- 1973
  - Robert Arteaga, ex-futebolista boliviano.
  - Sarah Sheeva, pastora, escritora e cantora brasileira.
- 1974
  - Elizabeth Banks, atriz norte-americana.
  - Ty Law, ex-jogador de futebol americano estadunidense
  - Ivri Lider, cantor israelense.
- 1975
  - Meire Serafim, política brasileira.
  - Kool Savas,  rapper alemão.
  - Scott Elrod, ator estadunidense.
- 1976
  - Lance Berkman, ex-jogador e treinador de beisebol americano.
  - Vanessa da Mata, cantora brasileira.
  - Delio Toledo, ex-futebolista paraguaio.
  - Keeley Hawes, atriz britânica.
  - Vedran Runje, ex-futebolista croata.
- 1977 — Salif Diao, ex-futebolista senegalês.
- 1978
  - Don Omar, cantor, compositor e ator porto-riquenho.
  - Henri Castelli, ator brasileiro.
- 1979
  - Gabri, ex-futebolista e treinador de futebol espanhol.
  - Igor Gabilondo, ex-futebolista espanhol.
  - Bakary Gassama, árbitro de futebol gambiano.
  - Kristen Viikmäe, ex-futebolista estoniano.
- 1980 — Enzo Maresca, ex-futebolista e treinador de futebol italiano.
- 1981
  - Uzo Aduba, atriz norte-americana.
  - Andy Johnson, ex-futebolista britânico.
  - Stephanie Beatriz, atriz norte-americana.
  - Natasha St-Pier, cantora canadense.
- 1982
  - Justin Gatlin, velocista norte-americano.
  - Hamad Al-Tayyar, ex-futebolista kuwaitiano.
- 1983
  - Vic Fuentes, cantor, compositor e guitarrista norte-americano.
  - Daiane dos Santos, ex-ginasta brasileira.
  - Daniel Lopes Silva, ex-futebolista brasileiro.
- 1984
  - Marcelo Mattos, ex-futebolista brasileiro.
  - Dani Bolina, modelo e assistente de palco brasileira.
  - Brent Everett, ator canadense.
- 1985
  - Selçuk İnan, ex-futebolista turco.
  - Paul Millsap, jogador de basquete americano.
  - Lima, ex-futebolista brasileiro.
- 1986
  - Josh Akognon, ex-jogador de basquete americano.
  - Radamel Falcao, futebolista colombiano.
  - Viktor Troicki, ex-tenista sérvio.
  - Roberto Jiménez, ex-futebolista espanhol.
  - Vanessa Gonçalves, modelo venezuelana.
  - Nahuel Guzmán, futebolista argentino.
- 1987
  - Chaz Davies, motociclista britânico.
  - Facundo Roncaglia, futebolista argentino.
- 1988 — Fiorella Mattheis, modelo, atriz e apresentadora brasileira.
- 1989
  - Leo Rodriguez, cantor e músico brasileiro.
  - Scarlet Gruber, atriz e modelo venezuelana.
- 1990
  - Choi Soo-young, cantora, compositora, atriz e dançarina sul-coreana.
  - Aníbal Godoy, futebolista panamenho.
  - Saeed Murjan, futebolista jordaniano.
- 1991 — Emma Roberts, atriz norte-americana.
- 1992
  - Annika Dries, jogadora de polo aquático norte-americana.
  - Karen Fukuhara, atriz nipo-americana.
- 1993
  - Mia Khalifa, modelo e atriz líbano-estadunidense.
  - Nathaly Kurata, tenista brasileira.
- 1994
  - Kang Seul-gi, cantora sul-coreana.
  - Makenzie Vega, atriz norte-americana.
  - Ryan Sclater, jogador de vôlei canadense.
  - Naeun, cantora, atriz e dançarina sul-coreana.
  - Miguel Almirón, futebolista paraguaio.
- 1995
  - Lexi Thompson, jogadora de golfe norte-americana.
  - Naby Keïta, futebolista guineense.
- 1996
  - Emanuel Mammana, futebolista argentino.
  - Robert Vișoiu, automobilista romeno.
- 1997
  - Lilly King, nadadora norte-americana.
  - Chloë Grace Moretz, atriz norte-americana.
  - Luca Covili, ciclista italiano.
  - Rozaliya Nasretdinova, nadadora russa.
  - Nadia Podoroska, tenista argentina.
- 1998 — Tyler Bey, basquetebolista norte-americano.
- 1999 — Tiffany Espensen, atriz norte-americana.
- 2000 — Nicole Anyomi, futebolista alemã.

### Século XXI
- 2001 — Sergio Camello, futebolista espanhol.
- 2003 — Blanco, cantor italiano.

## Mortes

### Anteriores ao século XIX
- 0542 — Escolástica de Núrsia, santa católica (n. 480).
- 1126 — Guilherme IX da Aquitânia, poeta medieval (n. 1071).
- 1134 — Roberto II da Normandia (n. 1050).
- 1163 — Balduíno III de Jerusalém (n. 1130).
- 1242 — Shijo, imperador japonês (n. 1231).
- 1346 — Clara de Rimini, santa católica italiana (n. 1282).
- 1471 — Frederico II de Brandemburgo (n. 1413).
- 1567 — Henrique Stuart, Lorde Darnley (n. 1545).
- 1637 — Isabel Gonzaga, Duquesa de Sabioneta (n. 1565).
- 1660 — Judith Leyster, pintora neerlandesa (n. 1609).
- 1755 — Montesquieu, filósofo francês (n. 1689).

### Século XIX
- 1829 — Papa Leão XII (n. 1760).
- 1837 — Alexandre Pushkin, poeta e autor russo (n. 1799).
- 1846 — Maria Aletta Hulshoff, feminista e panfletária neerlandesa (n. 1781).
- 1854 — José Joaquín de Herrera, general e político mexicano (n. 1792).
- 1864 — Antonieta de Mérode, princesa de Mônaco (n. 1828).
- 1865 — Heinrich Lenz, físico e acadêmico estoniano-italiano (n. 1804).
- 1879 — Honoré Daumier, ilustrador e pintor francês (n. 1808).
- 1887 — Ellen Wood, escritora britânica (n. 1814).
- 1891 — Sofia Kovalevskaya, matemático e física russo-sueca (n. 1850).

### Século XX
- 1902 — Urbano Duarte de Oliveira, militar, cronista e teatrólogo brasileiro (n. 1855).
- 1912
  - Barão do Rio Branco, diplomata e empresário brasileiro (n. 1845).
  - Joseph Lister, cirurgião e acadêmico britânico (n. 1827).
- 1913 — Konstantinos Tsiklitiras, atleta grego (n. 1888).
- 1917 — John William Waterhouse, pintor britânico (n. 1849).
- 1918
  - Abdulamide II, sultão otomano (n. 1842).
  - Ernesto Teodoro Moneta, jornalista italiano (n. 1833).
- 1923 — Wilhelm Conrad Röntgen, físico e acadêmico alemão (n. 1845).
- 1928 — José Luís Sánchez Del Río, mártir e santo mexicano (n. 1913).
- 1932 — Edgar Wallace, escritor e roteirista britânico (n. 1875).
- 1939 — Papa Pio XI (n. 1857).
- 1944 — Eugenios Antoniadi, sstrônomo e jogador de xadrez greco-francês (n. 1870).
- 1950 — Marcel Mauss, sociólogo e antropólogo francês (n. 1872).
- 1955 — Mokiti Okada, religioso, filósofo e arquiteto japonês (n. 1882).
- 1956 — Emmanuíl Tsuderós, banqueiro e político grego (n. 1882).
- 1957 — Laura Ingalls Wilder, escritora americana (n. 1867).
- 1958 — José Pancetti, pintor brasileiro (n. 1902).
- 1960 — Aloísio Stepinac, cardeal croata (n. 1898).
- 1962 — Eduard von Steiger, político suíço (n. 1881).
- 1964 — Eugen Sänger, engenheiro aeroespacial austríaco (n. 1905).
- 1966 — Billy Rose, compositor americano (n. 1899).
- 1975 — Níkos Kavvadías, velejador e poeta grego (n. 1910).
- 1986 — Brian Aherne, ator britânico (n. 1902).
- 1987 — William Rose, roteirista britânico (n. 1914).
- 1992 — Alex Haley, jornalista e escritor americano (n. 1921).
- 1995 — Paul Monette, escritor, poeta e ativista americano (n. 1945).
- 2000 — Jim Varney, ator, comediante e escritor norte-americano (n. 1949).

### Século XXI
- 2003
  - José Lewgoy, ator brasileiro (n. 1920).
  - Curt Hennig, lutador de wrestling estadunidense (n. 1958).
- 2005 — Arthur Miller, ator, dramaturgo e escritor norte-americano (n. 1915).
- 2006 — J Dilla, produtor musical e rapper americano (n. 1974).
- 2007
  - Bruno Ruffo, motociclista italiano (n. 1920).
  - Jung Da Bin, atriz sul-coreana (n. 1980).
- 2008
  - Roy Scheider, ator e boxeador norte-americano (n. 1932).
  - Inga Nielsen, soprano dinamarquesa (n. 1946).
  - Steve Gerber, escritor de banda desenhada estadunidense (n. 1947).
- 2009 — David Azulay, estilista de moda brasileiro (n. 1953).
- 2010
  - Fred Schaus, jogador e treinador de basquete americano (n. 1925).
  - Armando Falcão, político brasileiro (n. 1919).
  - Carl Braun, basquetebolista e treinador norte-americano (n. 1927).
  - Charles Wilson, político norte-americano (n. 1933).
  - Orlando Peçanha de Carvalho, futebolista brasileiro (n. 1935).
- 2012 — Jeffrey Zaslow, jornalista e escritor americano (n. 1958).
- 2014
  - Stuart Hall, sociólogo e teórico jamaicano-britânico (n. 1932).
  - Virgínia Lane, atriz, cantora e vedete brasileira (n. 1920).
  - Shirley Temple, atriz e diplomata norte-americana (n. 1928).
- 2015
  - Karl Becker, cardeal e teólogo alemão (n. 1928).
  - Deng Liqun, teórico e político chinês (n. 1915).
- 2019
  - Carmen Argenziano, ator americano (n. 1943).
  - Jan-Michael Vincent, ator americano (n. 1944).
- 2021 — Larry Flynt, editor americano (n. 1942).

## Feriados e eventos cíclicos

### Brasil
- Aniversário da região administrativa de Santa Maria, Brasília, Distrito Federal
- Aniversário do municipio de Pau d'Arco, Tocantins

### Portugal
- Restauração do Concelho - Feriado municipal em Aguiar da Beira.

### Cristianismo
- Aloísio Stepinac
- Escolástica de Núrsia
- Ingegerda da Suécia
- José Luís Sánchez Del Río
- Silvano de Tessalônica
- Troiano de Saintes

## Outros calendários
- No calendário romano era o 4.º dia (IV) antes dos idos de fevereiro.
- No calendário litúrgico tem a letra dominical F para o dia da semana.
- No calendário gregoriano a epacta do dia é xix.